# Schefflera acuminatissima
Schefflera acuminatissima är en araliaväxtart som beskrevs av Elmer Drew Merrill. Schefflera acuminatissima ingår i släktet Schefflera och familjen araliaväxter.
Artens utbredningsområde är Filippinerna. Inga underarter finns listade.